# Daniel Walther
Daniel Walther (Munster, 10 de marzo de 1940-Mulhouse, 3 de marzo de 2018) fue un escritor, editor y periodista francés adscrito a los géneros de la ciencia ficción y fantasía, representante de lo que se considera como la ciencia ficción moderna francesa.

## Biografía
Realizó estudios inconclusos de farmacología en Estrasburgo y Saarbrücken. Su carrera literaria comenzó con antologías de ciencia ficción: Les Soleils noirs d'Arcadie (1975) —considerada como una obra pionera de lo que sería el New Wave francés de la ciencia ficción y por el que ganó el Grand Prix de l'Imaginaire en 1976— y La Science-fiction allemande: étrangers à Utopolis, mientras que tiene un registro superior a los 160 cuentos de fantasía y la ciencia ficción, liderando las colecciones Club du livre d'anticipation.
En 1980 con el Gran Premio de la ciencia ficción francesa —en francés: Grand prix de la science-fiction française.

## Obras

### Novelas
- Krysnak ou le complot, Denoël "Présence du futur", 1978.
- L'Épouvante, J'ai lu, 1979.
- Happy end, ou, La nouvelle cité du soleil, Denoël, 1982.
- Le Livre de Swa, Fleuve noir, 1982.
- Le Destin de Swa, Fleuve noir, 1983.
- La Légende de Swa, Fleuve noir, 1983.
- Terre sans souffrance, Fleuve noir, 1995.
- Le Veilleur à la lisière du monde, Fleuve noir, 1998.
- Mais l'espace… mais le temps…, Fleuve noir, 1998.
- La mort à Boboli, Phébus, 2000.
- Cité de la mort lente, éditions du Rocher "Novella SF", 2005.
- Le Livre de Swa, Eons Futur, 2006.
- Morbidezza, inc., 2008.

### Colecciones de cuentos
- Requiem pour demain, Marabout "Science-fiction", 1976.
- Les Quatre saisons de la nuit, Nouvelles éditions Oswald, 1980.
- L'Hôpital et autres fables cliniques, Oswald, 1982.
- Cœur moite et autres maladies modernes, NéO, 1984.
- Sept femmes de mes autres vies, Denoël "Présence du futur", 1985
- Le Rêve du scorpion et autres cauchemars, NéO, 1987.
- Les Rapiéceurs de néant, Alfil, 1997.
- Les Mandibules et les dents, Les Belles lettres "Cabinet noir"; 1999.
- Ombres tueuses, Phébus, 2001.
- Baba Yaga et autres amours cruelles, Nestiveqnen, 2005.
- Le château d'Yf, A Contrario, 2005.
- Nocturne sur fond d'épées, Eons Fantasy, 2007.
- La musique de la chair, 2010

### Cuentos
- Est-ce moi qui blasphème ton nom, Seigneur ? (1973)

### Como editor
- Les soleils noirs d'Arcadie (1975).
- Le livre d'or de la science fiction allemande - étrangers à utopolis (1980).
- La soie et la chanson (1999).